# Thesium microphyllum
Thesium microphyllum är en sandelträdsväxtart som beskrevs av Robyns & Lawalree. Thesium microphyllum ingår i släktet spindelörter, och familjen sandelträdsväxter. Inga underarter finns listade i Catalogue of Life.